# 이피게네이아

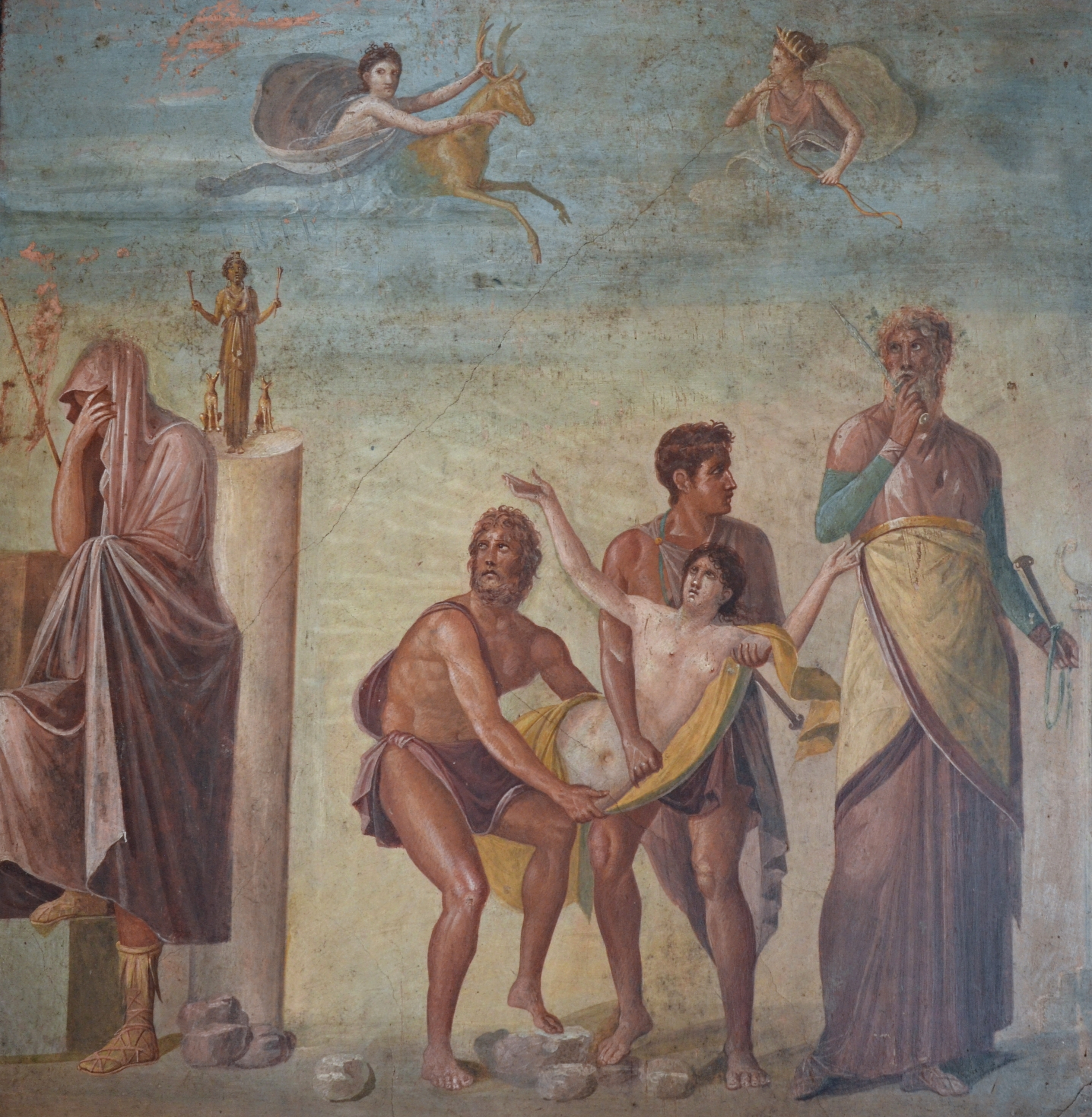

이피게네이아(그리스어: Ιφιγένεια, Iphigeneia)는 그리스 신화에 나오는 미케네의 왕 아가멤논과 왕비 클리타임네스트라 사이 딸이다. 테세우스와 헬레네의 딸이라는 설도 있다. 아가멤논이 사냥의 여신 아르테미스를 진노하게 만든 탓에 바람이 전혀 불지 않게 되었으므로, 트로이 원정길에 나선 그리스 군대가 아울리스항에서 2년 동안 출항할 수 없었다. 아가멤논 왕은 예언자 칼카스의 의견에 따라 이피게네이아를 아르테미스 여신에게 바치게 되었다. 그녀는 영웅 아킬레우스와 결혼한다는 구실로 고향에서 불려와 여신의 제단에 산 제물로 바쳐질 뻔 하였으나, 그녀를 불쌍히 여긴 여신이 한 마리의 사슴을 그녀 대신 제물로 바치게 하고, 그녀를 흑해 연안의 타우리스에 데려다가 여신의 신관으로 삼았다. 그리하여 그녀는 이곳에 오는 이방인을 여신에게 제물로 바치는 역할을 하게 되었다. 한편 그녀 남동생 오레스테스는 아폴론의 신탁에 따라 아르테미스의 신상을 찾아서 친구 필라데스와 함께 타우리스에 이르렀으나, 체포되어 동생인 줄 모르는 누이의 손으로 여신에게 제물로 바쳐질 운명에 처했다. 그러나 제물로 바쳐지기 직전에 서로 신분을 알게 되어, 슬픔은 기쁨으로 바뀌고 그들은 여신 아테나의 도움으로 아르테미스의 신상을 찾아 그리스로 돌아온다. 이피게네이아 신상을 아티카의 할라이로 가져다 모시고 그녀는 신관 생활을 계속 하였다고 한다. 따라서 이곳에서는 여신에게 바치는 인신공희의 의식으로, 사람의 목에 상처를 내는 습관이 계속되었다고 한다.

## 같이 보기
- 입다